# Arthur Häggblad
Johan Arthur Häggblad (o Artur; Nordmaling, 14 agosto 1908 – Stoccolma, 16 giugno 1989) è stato un fondista svedese.

## Biografia
Nel 1933 vinse la Vasaloppet; replicò il successo anche nel 1935, nel 1937 e nel 1940. Ai Mondiali di Sollefteå del 1934 vinse la medaglia di bronzo nella staffetta 4x10 km con Allan Karlsson, Lars-Theodor Jonsson e Nils-Joel Englund con il tempo di 2:53:07; chiuse al quarto posto sia la 18 km sia la 50 km.
Vinse la medaglia di bronzo nella staffetta 4x10 km anche ai IV Giochi olimpici invernali di Garmisch-Partenkirchen 1936, insieme a Erik Larsson, John Berger e Martin Matsbo con il tempo totale di 2:43:03 (tempo personale, 40:34), dietro alle compagini norvegese e finlandese; nella 18 km fu ottavo.

## Palmarès

### Olimpiadi
- 1 medaglia, valida anche ai fini iridati:
  - 1 bronzo (staffetta a Garmisch-Partenkirchen 1936)

### Mondiali
- 1 medaglia, oltre a quella conquistata in sede olimpica e valida anche ai fini iridati:
  - 1 bronzo (staffetta a Sollefteå 1934)